# Ludwig Aurbacher

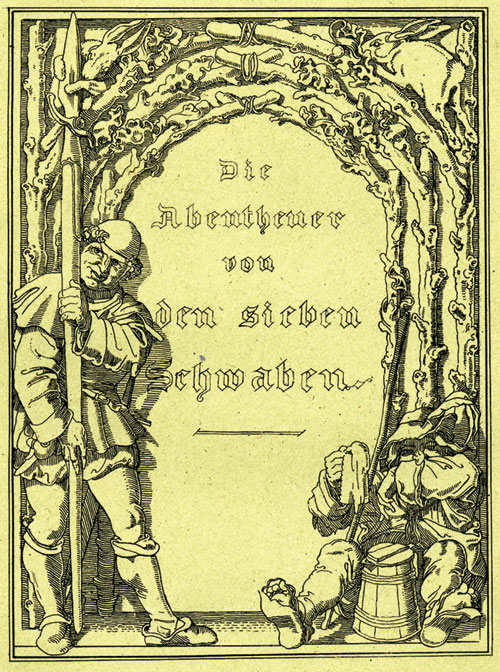
Ludwig Aurbacher: Die Abentheuer von den sieben Schwaben címlapja

Ludwig Aurbacher (Türkheim, 1784. augusztus 26. – München, 1847. május 25.) német író.

## Élete
Kezdetben a papi pályára lépett, később házi nevelő volt és 1809-től 1834-ig mint a retorika és poétika tanára működött a müncheni hadapródiskolában. Sokat írt, de nagybecsűek csupán a nép számára kitűnő humorral és sajátos stílusban írt elbeszélései, melyeket Volksbüchlein (1826) címen gyűjtött össze és terjedelmesebb novellái, melyeket Sarreiter adott ki Gesammelte grössere Erzählungen címmel (1881), aki Aurbacher életét is megírta (1880).